# 381904 Beatita
381904 Beatita este o planetă minoră (asteroid) din centura de asteroizi. A fost descoperită pe 12 februarie 2010 la Mayhill⁠(d) de Štefan Kürti⁠(d). 
Obiectul prezintă o orbită caracterizată de o semiaxă mare de 2,5643122673978 UAi, o excentricitate de 0,13, o înclinație de 8,7 ° în raport cu ecliptica.